# 1998年の出版
1998年の出版（1998年のしゅっぱん）では、1998年の出版に関する出来事についてまとめる。

## 出版関係の出来事
出版社の設立・倒産。雑誌の創刊・休刊・ミリオンセラーの出版などの記載特記した場合を除き、雑誌の創刊・休刊・廃刊・復刊の日付は、それぞれの創刊号・最終号・復刊号の発売日である。

### 3月
- 5日-ダイヤモンド社のFMラジオ情報誌『FM STATION』を休刊。

### 5月
- マグロウヒルのコンピューター誌『バイト』を休刊。

### 8月
- 司書房の成人向け雑誌『ザ・ナイスMAGAZINE』を9月号の最後の休刊。

### 9月
- あまとりあ社の成人向けの漫画雑誌『レモンピープル』を11月号で休刊した。

### 11月
- 偕成社の漫画雑誌『コミック Fantasy』を休刊。
- 三田工業の関連会社の三田出版会が営業休止。

### 12月
- 14日-『ピュアガール』のジャパン・ミックスが倒産。